# Championnats d'Europe de course en montagne et trail 2022
Navigation
2019 2024
Les championnats d'Europe de course en montagne et trail 2022 sont une compétition de course en montagne et trail qui se déroule du 1er au 3 juillet 2022 à El Paso dans les Canaries en Espagne. Il s'agit de la première édition des championnats d'Europe de course en montagne et trail qui succède aux championnats d'Europe de course en montagne. Les championnats ont lieu sur des parcours spécifique en marge du Reventón Trail El Paso.

## Programme
| Date                 | Course                                             | Distance | Dénivelé       |
| -------------------- | -------------------------------------------------- | -------- | -------------- |
| Vendredi 1er juillet | Course en montagne en montée                       | 8,85 km  | +997 m / -68 m |
| Vendredi 1er juillet | Course en montagne en montée (juniors)             | 5,29 km  | +788 m / -9 m  |
| Samedi 2 juillet     | Trail                                              | 47,39 km | +/-2 562 m     |
| Dimanche 3 juillet   | Course en montagne en montée et descente           | 17,6 km  | +/-858 m       |
| Dimanche 3 juillet   | Course en montagne en montée et descente (juniors) | 5,4 km   | +/-309 m       |

## Résultats

### Seniors

#### Montée
L'épreuve senior de course en montagne en montée se déroule sur un parcours de 8,85 kilomètres et 997 mètres de dénivelé. Le grand favori de la course masculine Cesare Maestri domine l'épreuve de bout en bout pour aller remporter le titre. Derrière lui, le Suisse Dominik Rolli crée la surprise en parvenant à suivre l'Italien pour s'offrir la médaille d'argent. L'Espagnol Daniel Osanz effectue une solide course et assure sa place sur la troisième marche du podium. Il devient ainsi le premier Espagnol à remporter une médaille individuelle aux championnats d'Europe de course en montagne. L'Italie remporte le classement par équipes devant la Suisse et l'Espagne,. Tout juste remis du Covid-19, le tenant du titre Jacob Adkin n'est pas en mesure de défendre son titre et se classe 29e.
Annoncée comme grande favorite, la Suissesse Maude Mathys assume son rôle et domine la course pour remporter son quatrième titre d'affilée. Elle est suivie de près par l'Autrichienne Andrea Mayr. Incapable de doubler la Suissesse, cette dernière assure sa deuxième place sur le podium. Derrière le duo de tête, un groupe de poursuivantes, menée par la Britannique Scout Adkin suit à distance. La Française Christel Dewalle peine à trouver son rythme au départ mais parvient à accélérer à mi-parcours pour rattraper le groupe de poursuivantes. Elle parvient à doubler ses adversaires et termine sur la troisième marche du podium. Le Royaume-Uni s'impose au classement par équipes devant la Suisse et l'Italie.

##### Courses individuelles
| Rang               | Athlète         | Pays        | Temps       |
| ------------------ | --------------- | ----------- | ----------- |
| Médaille d'or      | Cesare Maestri  | Italie      | 44 min 48 s |
| Médaille d'argent  | Dominik Rolli   | Suisse      | 45 min 19 s |
| Médaille de bronze | Daniel Osanz    | Espagne     | 45 min 26 s |
| 4                  | Miquel Corbera  | Espagne     | 45 min 55 s |
| 4                  | Zak Hanna       | Irlande     | 45 min 55 s |
| 6                  | Hannes Perkmann | Italie      | 46 min 8 s  |
| 7                  | Joe Steward     | Royaume-Uni | 46 min 9 s  |
| 8                  | Maximilian Zeus | Allemagne   | 46 min 10 s |

| Rang               | Athlète          | Pays        | Temps       |
| ------------------ | ---------------- | ----------- | ----------- |
| Médaille d'or      | Maude Mathys     | Suisse      | 51 min 41 s |
| Médaille d'argent  | Andrea Mayr      | Autriche    | 52 min 15 s |
| Médaille de bronze | Christel Dewalle | France      | 52 min 32 s |
| 4                  | Scout Adkin      | Royaume-Uni | 52 min 54 s |
| 5                  | Susanna Saapunki | Finlande    | 53 min 10 s |
| 6                  | Domenika Mayer   | Allemagne   | 53 min 53 s |
| 7                  | Militsa Mircheva | Bulgarie    | 54 min 26 s |
| 8                  | Giselle Slotboom | Pays-Bas    | 54 min 45 s |

##### Courses par équipes
| Rang               | Pays                                                                                         | Points |
| ------------------ | -------------------------------------------------------------------------------------------- | ------ |
| Médaille d'or      | Italie Cesare Maestri (1er) Hannes Perkmann (6e) Alex Baldaccini (10e) Andrea Rostan (12e)   | 17     |
| Médaille d'argent  | Suisse Dominik Rolli (2e) Jonas Soldini (9e) Jonathan Schmid (11e) Daniel Lustenberger (16e) | 22     |
| Médaille de bronze | Espagne Daniel Osanz (3e) Miquel Corbera (4e=) Manuel Jiménez (28e) Diego Díaz (38e)         | 35.50  |

| Rang               | Pays                                                                                       | Points |
| ------------------ | ------------------------------------------------------------------------------------------ | ------ |
| Médaille d'or      | Royaume-Uni Scout Adkin (4e) Kate Avery (10e) Kirsty Dickson (12e) Holly Page (32e)        | 26     |
| Médaille d'argent  | Suisse Maude Mathys (1re) Natalia Gemperle (16e) Elin Keller (18e) Melanie Maurer (DNF)    | 35     |
| Médaille de bronze | Italie Gloria Giudici (9e) Francesca Ghelfi (14e) Elisa Sortini (19e) Alessia Scaini (23e) | 42     |

#### Montée et descente
L'épreuve senior de course en montagne en montée et descente se déroule sur un parcours de 17,6 kilomètres et 858 mètres de dénivelé positif et négatif. Les deux favoris de la course masculine Cesare Maestri et Sylvain Cachard mènent la première partie de course au coude à coude, suivi de près par le Suisse Dominik Rolli. À mi-parcours, le Français parvient à faire la différence pour se détacher seul en tête et se diriger vers le titre. Cesare Maestri remporte sa deuxième médaille en décrochant l'argent, tout comme Dominik Rolli qui se pare de bronze. L'Italie remporte le classement par équipes devant la Suisse et la France,.
À nouveau favorite de l'épreuve féminine de montée et descente, la Suissesse Maude Mathys domine la course de bout en bout pour s'offrir sa deuxième médaille d'or des championnats. La Roumaine Monica Mădălina Florea réalise une solide course et remporte la médaille d'argent. La Britannique Scout Adkin parvient à conserver la troisième place jusqu'à la ligne d'arrivée pour remporter le bronze. La Suisse s'impose au classement par équipes devant l'Italie et le Royaume-Uni,.

##### Courses individuelles
| Rang               | Athlète               | Pays        | Temps          |
| ------------------ | --------------------- | ----------- | -------------- |
| Médaille d'or      | Sylvain Cachard       | France      | 1 h 6 min 2 s  |
| Médaille d'argent  | Cesare Maestri        | Italie      | 1 h 6 min 42 s |
| Médaille de bronze | Dominik Rolli         | Suisse      | 1 h 7 min 41 s |
| 4                  | Manuel Innerhofer     | Autriche    | 1 h 8 min 22 s |
| 5                  | Xavier Chevrier       | Italie      | 1 h 8 min 23 s |
| 6                  | Hans-Peter Innerhofer | Autriche    | 1 h 8 min 32 s |
| 7                  | Christopher Richards  | Royaume-Uni | 1 h 8 min 48 s |
| 8                  | Miquel Corbera        | Espagne     | 1 h 8 min 57 s |

| Rang               | Athlète                | Pays        | Temps           |
| ------------------ | ---------------------- | ----------- | --------------- |
| Médaille d'or      | Maude Mathys           | Suisse      | 1 h 17 min 30 s |
| Médaille d'argent  | Monica Mădălina Florea | Roumanie    | 1 h 18 min 38 s |
| Médaille de bronze | Scout Adkin            | Royaume-Uni | 1 h 19 min 35 s |
| 4                  | Sara Bottarelli        | Italie      | 1 h 20 min 20 s |
| 5                  | Susanna Saapunki       | Finlande    | 1 h 20 min 55 s |
| 6                  | Alice Gaggi            | Italie      | 1 h 21 min 16 s |
| 7                  | Natalia Gemperle       | Suisse      | 1 h 21 min 26 s |
| 8                  | Onditz Iturbe          | Espagne     | 1 h 21 min 31 s |

##### Courses par équipes
| Rang               | Pays                                                                                         | Points |
| ------------------ | -------------------------------------------------------------------------------------------- | ------ |
| Médaille d'or      | Italie Cesare Maestri (2e) Xavier Chevrier (5e) Alberto Vender (9e) Luca Merli (13e)         | 16     |
| Médaille d'argent  | Suisse Dominik Rolli (3e) Christian Mathys (10e) Daniel Lustenberger (14e) Jérémy Hunt (22e) | 27     |
| Médaille de bronze | France Sylvain Cachard (1er) Loïc Robert (19e) Julien Rancon (21e) Rémi Longchampt (26e)     | 41     |

| Rang               | Pays                                                                                       | Points |
| ------------------ | ------------------------------------------------------------------------------------------ | ------ |
| Médaille d'or      | Suisse Maude Mathys (1re) Natalia Gemperle (7e) Flavia Stutz (9e) Ellin Keller (DNS)       | 17     |
| Médaille d'argent  | Italie Sara Bottarelli (4e) Alice Gaggi (6e) Francesca Ghelfi (14e) Lorenza Beccaria (24e) | 24     |
| Médaille de bronze | Royaume-Uni Scout Adkin (3e) Kate Avery (11e) Holly Page (17e) Hannah Russell (18e)        | 31     |

#### Trail
L'épreuve de trail se déroule sur un parcours de 47,39 kilomètres avec 2 562 mètres de dénivelé positif et négatif. Tirant avantage de sa connaissance du terrain, l'Espagnol Zaid Ait Malek s'empare rapidement des commandes de la course masculine, aux côtés de l'Italien Martin Dematteis. Les Français réalisent une course groupée et parviennent à rattraper le duo de tête, puis à les doubler. Parti prudemment le Belge Maximilien Drion effectue une solide remontée en seconde partie de course. Il rattrape le train des Français et parvient à les doubler. Il s'envole en tête vers une victoire surprise. Seul Arnaud Bonin tente de le suivre mais il doit se contenter de la médaille d'argent. Derrière lui, Thomas Cardin complète le podium juste devant Kevin Vermeulen. Avec leur tir groupé, les Français s'imposent aisément au classement par équipes devant l'Italie et l'Espagne,.
Annoncée comme favorite sur l'épreuve du trail malgré sa récente opération, la Française Blandine L'Hirondel assume son rôle et domine la course de bout en bout pour s'offrir le titre. Derrière elle, l'Espagnole Núria Gil assure sa deuxième place sur le podium. La troisième place fait l'objet d'une lutte serrée entre la Tchèque Marcela Vašínová et la Française Mathilde Sagnes. La Tchèque finit par céder, offrant la médaille de bronze à la Française. La France s'impose au classement par équipes devant l'Espagne et le Royaume-Uni,.

##### Courses individuelles
| Rang               | Athlète                     | Pays     | Temps           |
| ------------------ | --------------------------- | -------- | --------------- |
| Médaille d'or      | Maximilien Drion du Chapois | Belgique | 3 h 43 min 1 s  |
| Médaille d'argent  | Arnaud Bonin                | France   | 3 h 43 min 55 s |
| Médaille de bronze | Thomas Cardin               | France   | 3 h 45 min 42 s |
| 4                  | Kevin Vermeulen             | France   | 3 h 46 min 0 s  |
| 5                  | Zaid Ait Malek              | Espagne  | 3 h 48 min 34 s |
| 6                  | Andrea Rota                 | Italie   | 3 h 49 min 6 s  |
| 7                  | Stephan Wenk                | Suisse   | 3 h 50 min 5 s  |
| 8                  | Martin Dematteis            | Italie   | 3 h 50 min 36 s |

| Rang               | Athlète             | Pays        | Temps           |
| ------------------ | ------------------- | ----------- | --------------- |
| Médaille d'or      | Blandine L'Hirondel | France      | 4 h 11 min 22 s |
| Médaille d'argent  | Núria Gil           | Espagne     | 4 h 18 min 16 s |
| Médaille de bronze | Mathilde Sagnes     | France      | 4 h 22 min 42 s |
| 4                  | Eleanor Davis       | Royaume-Uni | 4 h 28 min 50 s |
| 5                  | Anna Comet          | Espagne     | 4 h 29 min 17 s |
| 6                  | Marcela Vašínová    | Tchéquie    | 4 h 29 min 29 s |
| 7                  | Júlia Font          | Espagne     | 4 h 29 min 49 s |
| 8                  | Audrey Tanguy       | France      | 4 h 30 min 4 s  |

##### Courses par équipes
| Rang               | Pays                                                                                    | Points |
| ------------------ | --------------------------------------------------------------------------------------- | ------ |
| Médaille d'or      | France Arnaud Bonin (2e) Thomas Cardin (3e) Kevin Vermeulen (4e)                        | 9      |
| Médaille d'argent  | Italie Andrea Rota (6e) Martin Dematteis (8e) Luca Cagnati (12e) Riccardo Montani (37e) | 26     |
| Médaille de bronze | Espagne Zaid Ait Malek (5e) Marcos Ramos (9e) Borja Fernández (17e) Oriol Cardona (DNF) | 31     |

| Rang               | Pays                                                                                         | Points |
| ------------------ | -------------------------------------------------------------------------------------------- | ------ |
| Médaille d'or      | France Blandine L'Hirondel (1re) Mathilde Sagnes (3e) Audrey Tanguy (8e) Laure Paradan (13e) | 12     |
| Médaille d'argent  | Espagne Núria Gil (2e) Anna Comet (5e) Júlia Font (7e) Mónica Vives (17e)                    | 14     |
| Médaille de bronze | Royaume-Uni Eleanor Davis (4e) Sharon Taylor (10e) Nichola Jackson (14e)                     | 28     |

### Juniors

#### Montée
L'épreuve junior de course en montagne en montée se déroule sur un parcours de 5,29 kilomètres et 788 mètres de dénivelé. L'Allemand Lukas Ehrle domine l'épreuve masculine et s'impose avec près de deux minutes d'avance sur ses concurrents. Le podium est complété par les Espagnols Jan Torrella et Marcos Villamuera. Ces derniers remportent l'or par équipes avec Álvaro Osanz. L'Italie et le Royaume-Uni complètent le podium.
La récente championne de Norvège de course en montagne Ida Waldal domine la course de bout en bout et s'impose devant l'Italienne Axelle Vicardi. La Britannique Charlotte Rawstron complète le podium. L'Italie s'impose au classement par équipes devant le Royaume-Uni et l'Espagne.

##### Courses individuelles
| Rang               | Athlète           | Pays      | Temps       |
| ------------------ | ----------------- | --------- | ----------- |
| Médaille d'or      | Lukas Ehrle       | Allemagne | 30 min 15 s |
| Médaille d'argent  | Jan Torrella      | Espagne   | 32 min 8 s  |
| Médaille de bronze | Marcos Villamuera | Espagne   | 32 min 24 s |

| Rang               | Athlète            | Pays        | Temps       |
| ------------------ | ------------------ | ----------- | ----------- |
| Médaille d'or      | Ida Waldal         | Norvège     | 37 min 2 s  |
| Médaille d'argent  | Axelle Vicari      | Italie      | 37 min 50 s |
| Médaille de bronze | Charlotte Rawstron | Royaume-Uni | 38 min 57 s |

##### Courses par équipes
| Rang               | Pays                                                                                         | Points |
| ------------------ | -------------------------------------------------------------------------------------------- | ------ |
| Médaille d'or      | Espagne Jan Torella (2e) Marcos Villamuera (3e) Álvaro Osanz (10e) Lleïr Barcons (11e)       | 15     |
| Médaille d'argent  | Italie Elia Mattio (5e) Davide Curioni (7e) Nicoló Lora Moretto (12e) Marco Camorani (14e)   | 24     |
| Médaille de bronze | Royaume-Uni Finlay Grant (4e) Edward Corden (8e) Charlie Allmond (13e) Benjamin O'Dowd (15e) | 25     |

| Rang               | Pays                                                                                      | Points |
| ------------------ | ----------------------------------------------------------------------------------------- | ------ |
| Médaille d'or      | Italie Axelle Vicari (2e) Emily Vucemillo (4e) Matilde Bonino (5e)                        | 11     |
| Médaille d'argent  | Royaume-Uni Charlotte Rawstron (3e) Eve Whitaker (6e) Isla Hedley (8e) Louisa Brown (11e) | 17     |
| Médaille de bronze | Espagne Blanca Batlle (12e) Martina Gonfaus (12e) Jimena Blanco (14e)                     | 39     |

#### Montée et descente
L'épreuve junior de course en montagne en montée et descente se déroule sur un parcours de 5,4 kilomètres et 309 mètres de dénivelé positif et négatif. L'Italien Elia Mattio peine à suivre le rythme en première partie de course mais tire avantage de la descente pour s'emparer de la tête et du titre. Il devance l'Espagnol Marcos Villamuera et le Britannique Finlay Grant sur le podium. Le Royaume-Uni s'impose au classement par équipes devant l'Espagne et la France. 
La Norvégienne Ida Waldal prend un excellent départ dans l'épreuve de montée et descente. Craignant de se voir dépasser dans la descente, elle parvient à maintenir un rythme élevé et décroche sa deuxième médaille d'or. La Britannique Eve Whitaker et l'Italienne Axelle Vicari complètent le podium. L'équipe française remporte le classement par équipes avec trois coureuse dans le top 10. Le Royaume-Uni et l'Italie complètent le podium.

##### Courses individuelles
| Rang               | Athlète           | Pays        | Temps       |
| ------------------ | ----------------- | ----------- | ----------- |
| Médaille d'or      | Elia Mattio       | Italie      | 21 min 45 s |
| Médaille d'argent  | Marcos Villamuera | Espagne     | 21 min 49 s |
| Médaille de bronze | Finlay Grant      | Royaume-Uni | 21 min 53 s |

| Rang               | Athlète       | Pays        | Temps       |
| ------------------ | ------------- | ----------- | ----------- |
| Médaille d'or      | Ida Waldal    | Norvège     | 24 min 37 s |
| Médaille d'argent  | Eve Whitaker  | Royaume-Uni | 25 min 33 s |
| Médaille de bronze | Axelle Vicari | Italie      | 25 min 39 s |

##### Courses par équipes
| Rang               | Pays                                                                                           | Points |
| ------------------ | ---------------------------------------------------------------------------------------------- | ------ |
| Médaille d'or      | Royaume-Uni Finlay Grant (3e) Fraser Gilmour (5e) Edward Corden (8e) Benjamin O'Dowd (19e)     | 16     |
| Médaille d'argent  | Espagne Marcos Villamuera (2e) Álvaro Osanz (6e) Fabián Venero (10e) Jan Castillo (16e)        | 18     |
| Médaille de bronze | France Anatole Berthou (4e) Antonin Therond (9e) Mélaine Le Palabe (12e) Marius Simoneau (17e) | 25     |

| Rang               | Pays                                                                                 | Points |
| ------------------ | ------------------------------------------------------------------------------------ | ------ |
| Médaille d'or      | France Nélie Clément (4e) Pauline Trocellier (5e) Lili Beck (8e) Fannie Sapet (11e)  | 17     |
| Médaille d'argent  | Royaume-Uni Eve Whitaker (2e) Georgia Bell (9e) Amelie Lane (10e) Isla Hedley (18e)  | 21     |
| Médaille de bronze | Italie Axelle Vicari (3e) Anna Hofer (6e) Luna Giovanetti (15e) Matilde Bagnus (20e) | 24     |

## Tableau des médailles
- Pays organisateur

| Rang  | Nation      | Or | Argent | Bronze | Total |
| ----- | ----------- | -- | ------ | ------ | ----- |
| 1     | Italie      | 5  | 5      | 3      | 13    |
| 2     | France      | 5  | 1      | 5      | 11    |
| 3     | Suisse      | 3  | 4      | 1      | 8     |
| 4     | Royaume-Uni | 2  | 3      | 6      | 11    |
| 5     | Norvège     | 2  | 0      | 0      | 2     |
| 6     | Espagne     | 1  | 5      | 5      | 11    |
| 7     | Belgique    | 1  | 0      | 0      | 1     |
| 7     | Allemagne   | 1  | 0      | 0      | 1     |
| 9     | Autriche    | 0  | 1      | 0      | 1     |
| 9     | Roumanie    | 0  | 1      | 0      | 1     |
| Total | Total       | 20 | 20     | 20     | 60    |